# 블루스 (영화)
"블루스"는 1998년에 개봉한 대한민국의 영화이다.

## 캐스팅
- 김휘진 : 박준구 역
- 송금식 : 마대영 역
- 박준규 : 서근태 역
- 오솔비 : 정솔비 역
- 이승현 : 모 사장 역
- 전무송 : 고 경사 역
- 국정환 : 신부 역
- 김준엽 : 박준엽 역
- 박상현 : 조직 1 역
- 윤정숙 : 간호원 역
- 남포동 : 신도 역
- 김지만 : 어린준구 역
- 김진영 : 어린근태 역
- 박용팔 : 직원 역 (특별출연)
- 신준영 : 박 기사 역 (특별출연)
- 허준호 : 카페주인 역 (특별출연)